# Corridor (musikgrupp)
Corridor är ett kanadensiskt indierockband från Montreal i Quebec. Bandet består av sångaren och basisten Dominic Berthiaume, gitarristen Julian Perreault, gitarristen och sångaren Jonathan Robert och trummisen Julien Bakvis. Gruppen var det första franskspråkiga bandet som skrev skivkontrakt med Sub Pop.
Gruppen släppte sin debut-EP  Un magicien en toi 2013, vilken följdes av debutskivan Le Voyage Éternel 2015. Sedan dess har gruppen släppt studioalbumen Supermercado 2017 och Junior 2019.

## Diskografi

### Studioalbum
- 2015 – Le Voyage Éternel
- 2017 – Supermercado
- 2019 – Junior